# Concinnia tigrina
Concinnia tigrina — вид сцинкоподібних ящірок родини сцинкових (Scincidae). Ендемік Австралії.

## Поширення і екологія
Concinnia tigrina поширені на сході Квінсленду, від Россвілла на південь до національного парку Гіррінгун. Вони живуть у вологих тропічних лісах та на високогірних пустищах, на висоті до 1600 м над рівнем моря. Трапляються на деревах, в дуплах та серед скельних виступів.